# Psalidoprocne albiceps
Psalidoprocne albiceps là một loài chim trong họ Hirundinidae.